# The Yes Men

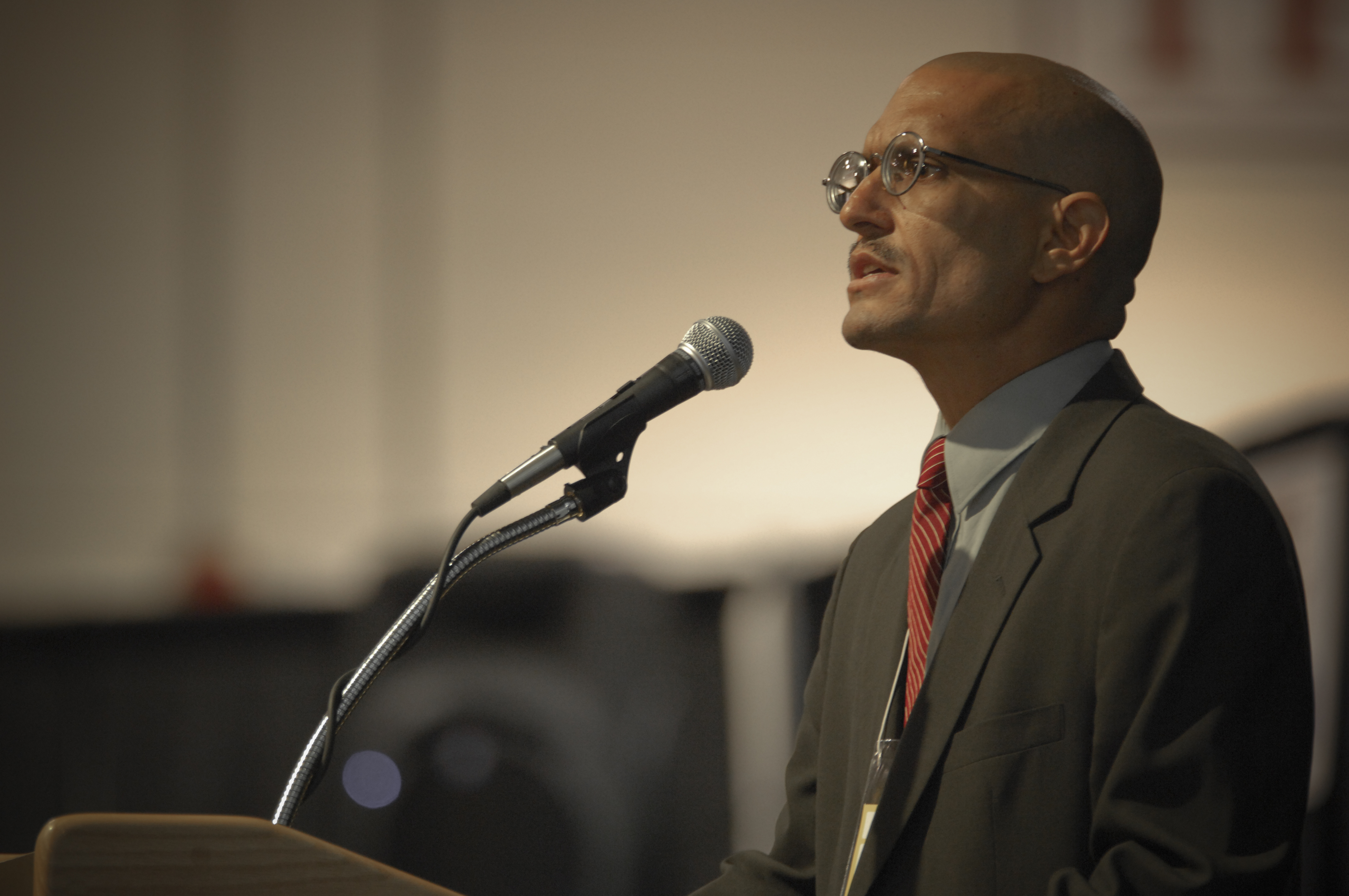
Andy Bichlbaum při přednášce zprávy pro ExxonMobil, 2007

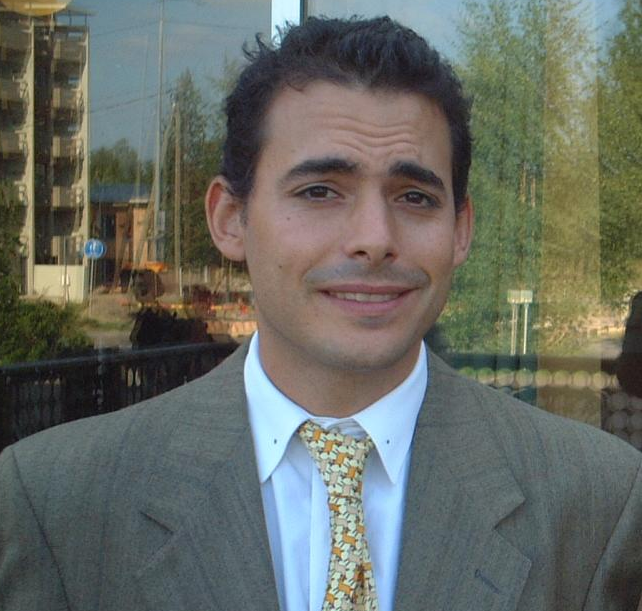
Mike Bonanno

The Yes Men je dvojice aktivistů vystupujících pod jmény Andy Bichlbaum (vlastním jménem Jacque Servin) a Mike Bonanno (Igor Vamos). Jejich snahou je upozornit na problémy společnosti. Jedna z jejich častých činností je to, co nazývají „náprava totožnosti“ (identity correction), kdy se vydávají za osobu či společnost.

## Některé projektyThe Yes Men

### Bhópálská katastrofa
Mezi jejich nejznámější akce patří vystoupení v BBC v pozici mluvčího společnosti Dow Chemical. 3. prosince 2004, dne 20. výročí Bhópálské katastrofy Andy Bichlbaum vystoupil v BBC jako mluvčí společnosti Dow Chemicals a oznámil, že Dow Chemical hodlá rozprodat Union Carbide, (společnost zodpovědnou za Bhópálské katastrofu, nyní vlastněnou Dow Chemical) a získaných 12 miliard dolarů použít na úplné vyčištění místa katastrofy, odškodnění a doživotní lékařskou péči všem obětem katastrofy a zbytek na výzkum rizik výrobků Dow Chemical. Dále oznámil že Dow Chemical hodlá přimět vládu USA, aby vydala Indii Warrena Andersona, tehdejšího manažera Union Carbide. Během doby než se zjistilo, že nejde o skutečného mluvčího, poklesly akcie společnosti o dvě miliardy dolarů.

### New Orleans a hurikán Katrina
28. srpna 2006 se The Yes Men objevili v New Orleans na summitu věnovanému otázce bydlení (zhoršené po ničivém hurikánu Katrina, který v září 2005 oblast zpustošil). Jeden ze skupiny The Yes Men, vydávající se za asistenta tajemníka HUD (Housing and Urban Development, odbor bydlení a rozvoje měst Spojených států amerických) v přítomnosti starosty New Orleansu a guvernérky státu Louisiana přednesl řeč, ve které shrnul, že tento odbor se rozhodl otevřít státní budovy zavřené od dopadu Katriny, změnil názor na demolici bytových jednotek, které nebyly hurikánem poškozeny, a ostatní bytové projekty hodlá nahradit výstavbou financovanou z kombinovaného příjmu. Též ubezpečil, že velké ropné společnosti věnují část svých zisků na obnovu rašelinišť a mokřadů, které zničily stavbou velkých tankerů, aby tím zabránily hrozbě příštích záplav.

### ExxonMobil
14. června 2007 se na konferenci ropného průmyslu s cca 300 návštěvníky The Yes Men vydávali za mluvčího skupiny ExxonMobil Lee Raymonda a přednesli místo něj dlouho a s napětím očekávanou studii uloženou tajemníkem americké energetiky. Jejich studie se týkala čerpání ropy z Athabaských ropných písků v kanadské Albertě a trvajícímu konfliktu s tamními prvními národy, které mají na dané území právo. Přednáška The Yes Men se nesla v tom smyslu, že současná kanadská a americká energetická politika (zejména těžba ropných písků a technologie zkapalňování uhlí) zvyšuje riziko globální kalamity, nicméně přítomné ujistil, že v nejhorším případě bude palivo dál proudit díky technologii na přeměnu těl zemřelých na palivo zvané Vivoleum. Během přednášky rozdali účastníkům vzpomínkové svíce údajně vyrobené z Vivolea. Účastníci zareagovali až když The Yes Men pustili video o ukllízeči který zemřel v důsledku úklidu úniku jedovaté látky a přál si být po smrti přeměněn na svíčky. V tu chvíli byli odhaleni a ochranka je vyvedla ze sálu.

### New York Times
Spolu s Anti-Advertizing Agency dne 12. listopadu 2008 rozdali na ulicích a stanicích metra v New Yorku 80 000 výtisků falešného vydání The New York Times, do kterého zakomponovali pozitivní články jako např. konec války v Iráku, dohodu na celostátní úrovni o změně směřující k výstavbě příčetné zdravé ekonomiky, nebo přiznání George W. Bushe ze zločinů, které páchal v prezidentské funkci.

## Dokumenty
O skupině doposud vznikly dva dokumentární filmy:
- The Yes Men (1999)
- The Yes Men Fix the World (2009)